# Colombiaans voetbalelftal in 2015
Het Colombiaans voetbalelftal speelde in totaal twaalf officiële interlands in het jaar 2015, waaronder vier duels bij de strijd om de Copa América in Chili. De ploeg stond onder leiding van de Argentijnse coach José Pékerman. Op de in 1993 geïntroduceerde FIFA-wereldranglijst zakte Colombia in 2015 van de 3de (januari 2015) naar de 8ste plaats (december 2015).

## Balans
| Wedstrijden | Wedstrijden | Wedstrijden | Wedstrijden | Doelpunten | Doelpunten | Doelpunten | Punten |
| Gespeeld    | Winst       | Gelijk      | Verlies     | Voor       | Tegen      | Saldo      | Punten |
| ----------- | ----------- | ----------- | ----------- | ---------- | ---------- | ---------- | ------ |
| 12          | 5           | 4           | 3           | 15         | 8          | +7         | 1.166  |

## Interlands
|                                                               |         | |          |                                                                                               |
| 26 maart Vriendschappelijk № 518 «onderlinge duels» 18:00 uur | Bahrein | 0 – 6 | Colombia | Stād al-Bahrayn al-Watanī, Riffa Toeschouwers: 5.500 Scheidsrechter: Mohammed Al-Hoaish (KSA) |
| 26 maart Vriendschappelijk № 518 «onderlinge duels» 18:00 uur |         | 15' Carlos Bacca 32' Radamel Falcao 36' Radamel Falcao 59' Adrián Ramos 79' Johan Mojica 82' Andrés Rentería |          | Stād al-Bahrayn al-Watanī, Riffa Toeschouwers: 5.500 Scheidsrechter: Mohammed Al-Hoaish (KSA) |

|                                                               |                                                              |       |                       |                                                                                                   |
| 30 maart Vriendschappelijk № 519 «onderlinge duels» 18:00 uur | Colombia                                                     | 3 – 1 | Koeweit               | Mohammed Bin Zayidstadion, Abu Dhabi Toeschouwers: 6.000 Scheidsrechter: Sultan Al-Marzooki (UAE) |
| 30 maart Vriendschappelijk № 519 «onderlinge duels» 18:00 uur | Abel Aguilar 22' Edwin Cardona 68' Radamel Falcao 74' (pen.) |       | 45+1' Musaed Al-Enezi | Mohammed Bin Zayidstadion, Abu Dhabi Toeschouwers: 6.000 Scheidsrechter: Sultan Al-Marzooki (UAE) |

|                                                   |                    |       |            |                                                                            |
| 6 juni Vriendschappelijk № 520 «onderlinge duels» | Colombia           | 1 – 0 | Costa Rica | Estadio Pedro Bidegain, Buenos Aires Scheidsrechter: Carlos Amarilla (PAR) |
| 6 juni Vriendschappelijk № 520 «onderlinge duels» | Radamel Falcao 47' |       |            | Estadio Pedro Bidegain, Buenos Aires Scheidsrechter: Carlos Amarilla (PAR) |

| Copa América 2015 |
| ----------------- |

|                                                                 |          |                    |           |                                                                                       |
| 14 juni Copa América Groep C № 521 «onderlinge duels» 16:00 uur | Colombia | 0 – 1              | Venezuela | Estadio El Teniente, Rancagua Toeschouwers: 12.387 Scheidsrechter: Andrés Cunha (URU) |
| 14 juni Copa América Groep C № 521 «onderlinge duels» 16:00 uur |          | 60' Salomón Rondón |           | Estadio El Teniente, Rancagua Toeschouwers: 12.387 Scheidsrechter: Andrés Cunha (URU) |

|                                                                 |          |                    |          | |
| 17 juni Copa América Groep C № 522 «onderlinge duels» 20:30 uur | Brazilië | 0 – 1              | Colombia | Estadio Monumental David Arellano, Santiago Toeschouwers: 44.008 Scheidsrechter: Enrique Osses (COL) |
| 17 juni Copa América Groep C № 522 «onderlinge duels» 20:30 uur |          | 36' Jeison Murillo |          | Estadio Monumental David Arellano, Santiago Toeschouwers: 44.008 Scheidsrechter: Enrique Osses (COL) |

|                                                                 |          |       |      |                                                                                                  |
| 21 juni Copa América Groep C № 523 «onderlinge duels» 16:00 uur | Colombia | 0 – 0 | Peru | Estadio Municipal Germán Becker, Temuco Toeschouwers: 17.332 Scheidsrechter: Néstor Pitana (ARG) |
| 21 juni Copa América Groep C № 523 «onderlinge duels» 16:00 uur |          |       |      | Estadio Municipal Germán Becker, Temuco Toeschouwers: 17.332 Scheidsrechter: Néstor Pitana (ARG) |

|                                                                     |                                                                                                |       | |                                                                                           |
| 26 juni Copa América Kwartfinale № 524 «onderlinge duels» 20:30 uur | Argentinië                                                                                     | 0 – 0 | Colombia                                                                                                 | Estadio Sausalito, Viña del Mar Toeschouwers: 21.508 Scheidsrechter: Roberto García (MEX) |
| 26 juni Copa América Kwartfinale № 524 «onderlinge duels» 20:30 uur |                                                                                                |       | | Estadio Sausalito, Viña del Mar Toeschouwers: 21.508 Scheidsrechter: Roberto García (MEX) |
| 26 juni Copa América Kwartfinale № 524 «onderlinge duels» 20:30 uur | Strafschoppen                                                                                  |       | | Estadio Sausalito, Viña del Mar Toeschouwers: 21.508 Scheidsrechter: Roberto García (MEX) |
| 26 juni Copa América Kwartfinale № 524 «onderlinge duels» 20:30 uur | Lionel Messi Ezequiel Garay Éver Banega Ezequiel Lavezzi Lucas Biglia Marcos Rojo Carlos Tévez | 5 – 4 | James Rodríguez Radamel Falcao Juan Cuadrado Luis Muriel Edwin Cardona Juan Camilo Zúñiga Jeison Murillo | Estadio Sausalito, Viña del Mar Toeschouwers: 21.508 Scheidsrechter: Roberto García (MEX) |

|  |  |  |  |  |  |  |  |  |

|                                                                  |                  |       |                             |                                                                                 |
| 8 september Vriendschappelijk № 525 «onderlinge duels» 18:00 uur | Colombia         | 1 – 1 | Peru                        | Red Bull Arena, Harrison Toeschouwers: 24.800 Scheidsrechter: Chris Penso (USA) |
| 8 september Vriendschappelijk № 525 «onderlinge duels» 18:00 uur | Carlos Bacca 37' |       | 89' (pen.) Jefferson Farfán | Red Bull Arena, Harrison Toeschouwers: 24.800 Scheidsrechter: Chris Penso (USA) |

|                                                                   |                                           |       |      | |
| 8 oktober Kwalificatie WK 2018 № 526 «onderlinge duels» 15:30 uur | Colombia                                  | 2 – 0 | Peru | Estadio Metropolitano Roberto Meléndez, Barranquilla Toeschouwers: 37.000 Scheidsrechter: Antonio Arias (PAR) |
| 8 oktober Kwalificatie WK 2018 № 526 «onderlinge duels» 15:30 uur | Teófilo Gutiérrez 36' Edwin Cardona 90+5' |       |      | Estadio Metropolitano Roberto Meléndez, Barranquilla Toeschouwers: 37.000 Scheidsrechter: Antonio Arias (PAR) |

|                                                                    |                                                    |       |          |                                                                                       |
| 13 oktober Kwalificatie WK 2018 № 527 «onderlinge duels» 16:00 uur | Uruguay                                            | 3 – 0 | Colombia | Estadio Centenario, Montevideo Toeschouwers: 38.000 Scheidsrechter: Héber Lopes (BRA) |
| 13 oktober Kwalificatie WK 2018 № 527 «onderlinge duels» 16:00 uur | Diego Godín 35' Diego Rolán 51' Abel Hernández 88' |       |          | Estadio Centenario, Montevideo Toeschouwers: 38.000 Scheidsrechter: Héber Lopes (BRA) |

|                                                                     |                  |       |                     |                                                                                       |
| 12 november Kwalificatie WK 2018 № 528 «onderlinge duels» 20:30 uur | Chili            | 1 – 1 | Colombia            | Estadio Nacional, Santiago Toeschouwers: 48.665 Scheidsrechter: Enrique Cáceres (PAR) |
| 12 november Kwalificatie WK 2018 № 528 «onderlinge duels» 20:30 uur | Arturo Vidal 44' |       | 67' James Rodríguez | Estadio Nacional, Santiago Toeschouwers: 48.665 Scheidsrechter: Enrique Cáceres (PAR) |

|                                                                     |          |                  |            | |
| 17 november Kwalificatie WK 2018 № 529 «onderlinge duels» 15:30 uur | Colombia | 0 – 1            | Argentinië | Estadio Metropolitano Roberto Meléndez, Barranquilla Toeschouwers: 27.500 Scheidsrechter: Carlos Vera (ECU) |
| 17 november Kwalificatie WK 2018 № 529 «onderlinge duels» 15:30 uur |          | 20' Lucas Biglia |            | Estadio Metropolitano Roberto Meléndez, Barranquilla Toeschouwers: 27.500 Scheidsrechter: Carlos Vera (ECU) |

## FIFA-wereldranglijst
| JAN | FEB | MAR | APR | MEI | JUN | JUL | AUG | SEP | OKT | NOV | DEC |
| --- | --- | --- | --- | --- | --- | --- | --- | --- | --- | --- | --- |
| 3   | 3   | 3   | 4   | 4   | 4   | 4   | 4   | 4   | 5   | 7   | 8   |

## Statistieken
| David Ospina        | 1988-08-31 | Arsenal                | 12 | 0 | 0 | 62 | 0  |
| Verdediging         |            |                        |    |   |   |    |    |
| Jeison Murillo      | 1992-05-27 | Internazionale         | 11 | 0 | 1 | 15 | 1  |
| Cristián Zapata     | 1986-09-30 | AC Milan               | 10 | 0 | 0 | 39 | 0  |
| Santiago Arias      | 1992-01-13 | PSV Eindhoven          | 6  | 0 | 0 | 20 | 0  |
| Frank Fabra         | 1991-02-22 | Independiente Medellín | 5  | 0 | 0 | 5  | 0  |
| Darwin Andrade      | 1991-02-11 | Standard Luik          | 3  | 0 | 0 | 3  | 0  |
| Pedro Franco        | 1991-04-23 | Beşiktaş               | 2  | 1 | 0 | 5  | 0  |
| Daniel Bocanegra    | 1987-04-23 | Atlético Nacional      | 2  | 0 | 0 | 3  | 0  |
| Helibelton Palacios | 1993-06-09 | Deportivo Cali         | 1  | 0 | 0 | 1  | 0  |
| Éder Balanta        | 1993-02-28 | CA River Plate         | 0  | 1 | 0 | 6  | 0  |
| Stefan Medina       | 1992-06-14 | CF Monterrey           | 0  | 1 | 0 | 3  | 0  |
| Carlos Valdés       | 1985-05-22 | Independiente          | 0  | 1 | 0 | 17 | 2  |
| Middenveld          |            |                        |    |   |   |    |    |
| Carlos Sánchez      | 1986-02-06 | Aston Villa            | 10 | 0 | 0 | 63 | 0  |
| Juan Cuadrado       | 1988-05-26 | Juventus               | 9  | 0 | 0 | 47 | 5  |
| James Rodríguez     | 1991-07-12 | Real Madrid            | 8  | 0 | 1 | 39 | 13 |
| Juan Camilo Zúñiga  | 1985-12-14 | Bologna                | 4  | 0 | 0 | 64 | 1  |
| Edwin Valencia      | 1985-03-29 | Santos                 | 4  | 0 | 0 | 19 | 0  |
| Alexander Mejía     | 1988-09-07 | Atlético Nacional      | 3  | 5 | 0 | 24 | 0  |
| Fredy Guarín        | 1986-06-30 | Internazionale         | 3  | 1 | 0 | 58 | 4  |
| Pablo Armero        | 1986-11-02 | CR Flamengo            | 3  | 0 | 0 | 65 | 2  |
| Edwin Cardona       | 1992-12-08 | CF Monterrey           | 2  | 8 | 2 | 12 | 2  |
| Macnelly Torres     | 1984-11-01 | Atlético Nacional      | 2  | 1 | 0 | 41 | 3  |
| Abel Aguilar        | 1985-01-06 | Toulouse FC            | 2  | 0 | 1 | 49 | 3  |
| Juan Quintero       | 1993-01-18 | Stade Rennais          | 2  | 0 | 0 | 12 | 1  |
| Daniel Torres       | 1989-11-15 | Independiente Medellín | 2  | 0 | 0 | 2  | 0  |
| Gustavo Cuéllar     | 1992-10-14 | Atlético Junior        | 1  | 0 | 0 | 1  | 0  |
| Andrés Roa          | 1993-05-25 | Deportivo Cali         | 0  | 1 | 0 | 1  | 0  |
| Kevin Balanta       | 1997-04-28 | Deportivo Cali         | 0  | 1 | 0 | 1  | 0  |
| Aanval              |            |                        |    |   |   |    |    |
| Carlos Bacca        | 1986-09-08 | AC Milan               | 7  | 3 | 2 | 25 | 8  |
| Teófilo Gutiérrez   | 1985-05-27 | Sporting Lissabon      | 7  | 3 | 1 | 47 | 15 |
| Radamel Falcao      | 1986-02-10 | Chelsea                | 6  | 3 | 4 | 63 | 25 |
| Jackson Martínez    | 1986-10-03 | Atlético Madrid        | 3  | 3 | 0 | 39 | 10 |
| Victor Ibarbo       | 1990-05-19 | Watford                | 1  | 2 | 0 | 15 | 1  |
| Luis Muriel         | 1991-04-18 | Sampdoria              | 1  | 2 | 0 | 8  | 1  |
| Fabián Castillo     | 1992-06-17 | FC Dallas              | 0  | 3 | 0 | 3  | 0  |
| Johan Mojica        | 1992-08-21 | Real Valladolid        | 0  | 2 | 1 | 2  | 1  |
| Adrián Ramos        | 1986-01-22 | Borussia Dortmund      | 0  | 2 | 1 | 35 | 5  |
| Andrés Rentería     | 1993-03-06 | Santos Laguna          | 0  | 2 | 1 | 2  | 1  |
| Felipe Pardo        | 1990-08-17 | Olympiakos Piraeus     | 0  | 1 | 0 | 1  | 0  |

Colfútbol · A-internationals · Selecties · Statistieken · Bondscoaches · Colombiaans vrouwenelftal · Olympisch elftal · Colombia U20 · Colombia U17
1938 – 1949 ·
1950 – 1959 ·
1960 – 1969 ·
1970 – 1979 ·
1980 – 1989 ·
1990 – 1999 ·
2000 – 2009 ·
2010 – 2019 ·
2020 – 2029
WK 1962 · 
WK 1990 · 
WK 1994 · 
WK 1998 · 
WK 2014 · 
WK 2018
OS 1968 · 
OS 1972 · 
OS 1980 · 
OS 1992 · 
OS 2016
1938 · 
1939 · 1940 · 1941 · 1942 · 1943 · 1944 · 
1946 · 
1947 · 
1948 · 
1949 · 
1950 · 1951 · 1952 · 1953 · 1954 · 1955 · 1956 · 
1957 · 
1958 · 1959 · 1960 · 
1961 · 
1962 · 
1963 · 
1964 · 
1965 · 
1966 · 
1967 · 
1968 · 
1969 · 
1970 · 
1971 · 
1972 · 
1973 · 
1974 · 
1975 · 
1976 · 
1977 · 
1978 · 
1979 · 
1980 · 
1981 · 
1982 · 
1983 · 
1984 · 
1985 · 
1986 · 
1987 · 
1988 · 
1989 · 
1990 ·
1991 · 
1992 · 
1993 · 
1994 · 
1995 · 
1996 · 
1997 · 
1998 · 
1999 · 
2000 · 
2001 · 
2002 · 
2003 · 
2004 · 
2005 · 
2006 · 
2007 · 
2008 · 
2009 · 
2010 · 
2011 · 
2012 · 
2013 · 
2014 · 
2015 · 
2016 · 
2017 ·
2018 ·
2019 ·
2020 ·
2021
Algerije ·
Argentinië ·
Australië ·
Bahrein ·
België ·
Bolivia · 
Brazilië ·
Canada ·
Chili ·
China · 
Costa Rica ·
Cuba ·
DDR ·
Duitsland ·
Ecuador ·
Egypte ·
El Salvador ·
Engeland ·
Finland ·
Frankrijk ·
Griekenland ·
Guatemala · 
Haïti ·
Honduras ·
Hongarije ·
Hongkong ·
Ierland ·
Irak ·
Israël ·
Ivoorkust ·
Jamaica ·
Japan ·
Joegoslavië ·
Jordanië ·
Kameroen ·
Koeweit · 
Liberia · 
Marokko ·
Mexico ·
Montenegro ·
Nederland ·
Nederlandse Antillen ·
Nicaragua ·
Nieuw-Zeeland · 
Nigeria ·
Noord-Ierland ·
Noorwegen ·
Panama ·
Paraguay ·
Peru ·
Polen ·
Puerto Rico ·
Qatar ·
Roemenië ·
Saoedi-Arabië ·
Schotland ·
Senegal ·
Servië ·
Slovenië ·
Slowakije ·
Sovjet-Unie ·
Spanje ·
Trinidad en Tobago ·
Tsjecho-Slowakije ·
Tunesië · 
Turkije · 
Uruguay ·
Venezuela ·
Verenigde Arabische Emiraten · 
Verenigde Staten ·
Zuid-Afrika ·
Zuid-Korea ·
Zweden ·
Zwitserland
Brazilië (2014) ·
Engeland (2018) ·
Griekenland (2014) ·
Ivoorkust (2014) ·
Japan (2014) ·
Japan (2018) ·
Polen (2018) ·
Senegal (2018) ·
Uruguay (2014)